# Guffey
Guffey – miejscowość w USA, położona w hrabstwie Park w stanie Kolorado.
Guffey jest formalnie jednostką osadniczą, tzw. census-designated place (CDP). Nie posiada formalnych władz miejskich.

## Tradycje
Mieszkańcy miejscowości kultywują kilkudziesięcioletnią, żartobliwą tradycję, zgodnie z którą "wybierają" na stanowisko burmistrza psa lub kota. Obecnie, "na czele" miasta stoi kot "Monster", wybrany w 1998 roku.

## Ludność
Populacja miejscowości w 2010 roku wyniosła 98 osób.